# Mar Tirreno

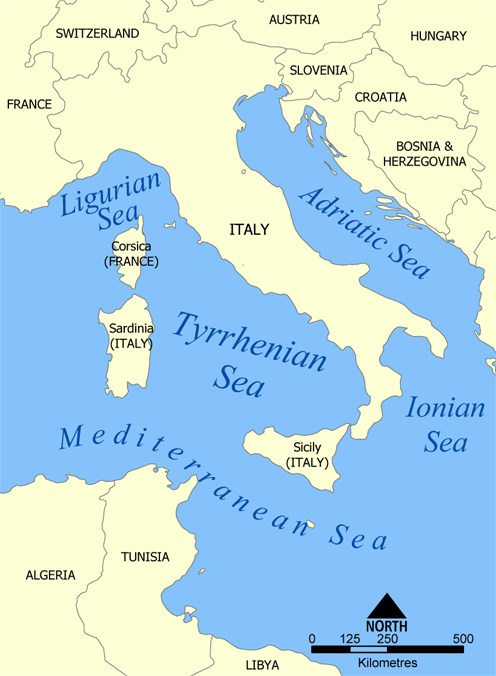
Mar Tirreno.

O mar Tirreno é a parte do mar Mediterrâneo que se estende ao longo da costa oeste italiana, entre a Itália, a Córsega, a Sardenha e a Sicília; sua profundidade máxima é de 3 785 metros. É assim denominado por causa dos antigos Tirrénios, o outro nome de Etruscos.
Além da Córsega, da Sardenha e da Sicília, as principais ilhas do mar Tirreno são, do norte ao sul:
- Ilha de Elba
- ilhas Pontinas (Ponza, Palmarola, etc.)
- Ísquia
- Capri
- Ilhas Eólias (Lípari, Stromboli etc.)
- Ilhas Égadi